# Região Geográfica Intermediária de Ribeirão Preto
A Região Geográfica Intermediária de Ribeirão Preto é uma das onze regiões intermediárias do estado brasileiro de São Paulo e uma das 134 regiões intermediárias do Brasil, criadas pelo Instituto Brasileiro de Geografia e Estatística (IBGE) em 2017. É composta por 64 municípios, distribuídos em cinco regiões geográficas imediatas.
Sua população total estimada pelo Instituto Brasileiro de Geografia e Estatística (IBGE) para 1º de julho de 2018 é de 2 623 354 habitantes, distribuídos em uma área total de 27 400,478 km².
Ribeirão Preto é o município mais populoso da região intermediária, com 694 534 habitantes, de acordo com estimativas de 2018 do Instituto Brasileiro de Geografia e Estatística (IBGE).

## Regiões geográficas imediatas
| Região geográfica imediata    | Municípios | População Estimativa 2018 | Área (km²) |
| ----------------------------- | --- | ------------------------- | ---------- |
| Ribeirão Preto                | Altinópolis Barrinha Batatais Brodowski Cajuru Cássia dos Coqueiros Cravinhos Dumont Guariba Guatapará Jaboticabal Jardinópolis Luiz Antônio Monte Alto Pitangueiras Pontal Pradópolis Ribeirão Preto Santa Cruz da Esperança Santa Ernestina Santa Rosa de Viterbo Santo Antônio da Alegria São Simão Serra Azul Serrana Sertãozinho | 1 484 735                 | 10 231,301 |
| Barretos                      | Barretos Bebedouro Cajobi Colina Colômbia Guaíra Guaraci Jaborandi Monte Azul Paulista Olímpia Severínia Taiaçu Taiúva Taquaral Terra Roxa Viradouro | 425 906                   | 7 689,791  |
| Franca                        | Cristais Paulista Franca Itirapuã Jeriquara Patrocínio Paulista Pedregulho Restinga Ribeirão Corrente Rifaina São José da Bela Vista | 424 466                   | 3 442,988  |
| São Joaquim da Barra-Orlândia | Ipuã Morro Agudo Nuporanga Orlândia Sales Oliveira São Joaquim da Barra | 163 149                   | 3 211,257  |
| Ituverava                     | Aramina Buritizal Guará Igarapava Ituverava Miguelópolis | 125 098                   | 2 825,141  |
| Total                         | 64 | 2 623 354                 | 27 400,478 |